# ル・コルビュジエとアイリーン 追憶のヴィラ
『ル・コルビュジエとアイリーン 追憶のヴィラ』（ルコルビュジエとアイリーン ついおくのヴィラ、The Price of Desire）は、2015年のベルギー・アイルランドの伝記映画。
監督はメアリー・マクガキアン、出演はオーラ・ブラディとヴァンサン・ペレーズなど。
アイルランド出身のインテリアデザイナーで建築家のアイリーン・グレイと、後に「近代建築の巨匠」と呼ばれるようになるル・コルビュジエとの間で、グレイが手がけた海辺のヴィラ「E.1027」をめぐって起きた確執を描いている。
2015年3月に開催されたダブリン国際映画祭でプレミア上映された。

## ストーリー
1920年代のフランスでインテリアデザイナーとして活躍していたアイリーン・グレイが建築家ル・コルビュジエと出会ってから1976年に亡くなるまでを描いている。
物語はグレイとル・コルビュジエの両者の視点から描かれているが、ル・コルビュジエの心情はカメラ目線での独白やナレーションとして表現する演出が用いられている。
後に「近代建築の巨匠」と呼ばれるようになる建築家ル・コルビュジエは、気鋭のインテリアデザイナーとして名声を得ていたアイリーン・グレイと出会い、彼女とその才能に強く惹かれる。一方、アイリーンは建築家で評論家の恋人ジャン・バドヴィッチとともに、2人で暮らすことを目的に建築家として初の作品となるヴィラ「E.1027」をロクブリュヌ＝カップ＝マルタンの海辺に建てる。その完成度の高さに魅了されたル・コルビュジエはE.1027に入り浸るようになるが、当初のアイリーンへの賞賛の想いは次第に嫉妬へと変わり、その複雑な想いからアイリーンの断りなく、ヴィラの壁に卑猥なフレスコ画を描いてしまう。さらにE.1027をあたかも自分で手がけた作品であるかのように振る舞うル・コルビュジエとアイリーンとの間の亀裂は決定的なものとなるが、創作にはこだわっても所有にはこだわらないアイリーンは特に自らの成果を主張することはなかった。このため、E.1027は長くル・コルビュジエの作品とされ、アイリーンの存在は歴史の影に覆い隠されることとなる。
第二次世界大戦を経て荒れ果てたE.1027を保存しようと奔走したル・コルビュジエだったが、1965年にE.1027の近くで海水浴中に亡くなる。また、視力の低下で引退していたアイリーンは1976年に亡くなる。

## キャスト
- アイリーン・グレイ: オーラ・ブラディ（英語版） - アイルランド出身のインテリアデザイナーで建築家。
- ル・コルビュジエ: ヴァンサン・ペレーズ - 有名建築家。
- ジャン・バドヴィッチ（英語版）: フランチェスコ・シャンナ - 建築家で評論家。アイリーンの恋人に。
- マルサ・ダミア: アラニス・モリセット - 歌手。アイリーンの同性の恋人の1人。
- フェルナン・レジェ: ドミニク・ピノン - 画家。ル・コルビュジエらの芸術家仲間。